# أولاد سويلم الغابة (مول البركي)
أولاد سويلم الغابة هي إحدى مشيخات المملكة المغربية، تتبع جغرافيا لإقليم آسفي وإداريًا لمول البركي. يقدر عدد سكانها بـ 5732 نسمة حسب الإحصاء الرسمي للسكان والسكنى لسنة 2004.